# Francesco Cossiga
Francesco Maurizio Cossiga (Sassari, 26 luglio 1928 – Roma, 17 agosto 2010) è stato un politico e costituzionalista italiano, ottavo Presidente della Repubblica Italiana dal 1985 al 1992, quando assunse, di diritto, l'ufficio di senatore a vita.
Ai sensi del decreto del presidente del Consiglio dei ministri del 17 maggio 2001, ha potuto fregiarsi del titolo di presidente emerito della Repubblica Italiana. Cossiga è ampiamente considerato uno dei politici più importanti e influenti della cosiddetta Prima Repubblica. È stato spesso descritto come un uomo forte e accusato di essere un "ministro di ferro", che ha represso brutalmente le proteste pubbliche.
Professore di diritto costituzionale all'Università di Sassari, iniziò la sua carriera politica nel 1958, dopo essere stato eletto deputato della Democrazia Cristiana. È stato ministro dell'interno nei governi Moro V, Andreotti III e Andreotti IV dal 1976 al 1978, quando si dimise in seguito all'uccisione di Aldo Moro. Dal 1979 al 1980 fu presidente del Consiglio dei ministri nella cui veste guidò una fragile coalizione di governo centrista definitivamente destituita un anno dopo, per mancanza di una maggioranza stabile in Parlamento e fu presidente del Senato della Repubblica nella IX legislatura dal 1983 al 1985, quando lasciò l'incarico, poiché eletto al Palazzo del Quirinale come più giovane Capo dello Stato della storia dell'Italia repubblicana. Si dimise nell'aprile 1992, due mesi prima della scadenza naturale.
Come capo di Stato ha conferito l'incarico a cinque presidenti del Consiglio dei ministri: Bettino Craxi (del quale ha respinto le dimissioni di cortesia presentate nel 1985), Amintore Fanfani (1987), Giovanni Goria (1987-1988), Ciriaco De Mita (1988-1989) e Giulio Andreotti (1989-1992). Ha nominato cinque senatori a vita (Francesco De Martino, Giovanni Spadolini, Giulio Andreotti, Gianni Agnelli e Paolo Emilio Taviani) e cinque Giudici della Corte costituzionale: nel 1986 Antonio Baldassarre, nel 1987 Mauro Ferri, Luigi Mengoni ed Enzo Cheli, nel 1991 Giuliano Vassalli.

## Biografia

### Giovinezza
Francesco Cossiga nacque a Sassari il 26 luglio 1928 da una famiglia medio-borghese repubblicana e antifascista originaria di Siligo. I genitori sono Giuseppe Cossiga e Maria Zanfarino, detta “Mariuccia”. Era cugino di secondo grado di Enrico e Giovanni Berlinguer (la cui madre Maria "Mariuccia" Loriga era cugina di Maria Zanfarino poiché i rispettivi padri Giovanni Loriga e Antonio Zanfarino, condividendo la stessa madre, erano fratellastri). Nonostante egli fosse comunemente chiamato «Cossìga», la pronuncia originaria del cognome è «Còssiga». Si tratta d'un casato sardo di nobiltà di toga che a suo dire aveva esponenti collegati a una loggia massonica locale. Còssiga in sassarese significa Corsica e indica la probabile provenienza della famiglia.
A 16 anni si diplomò, in anticipo di 3 anni, al liceo classico Domenico Alberto Azuni: l'anno successivo si iscrisse alla Democrazia Cristiana e 
intrapreso un percorso universitario alquanto movimentato, si iscrive all'Università degli Studi di Sassari, trasferendosi poi all'Università Cattolica del Sacro Cuore di Milano – dove sostiene 1 solo esame – per passare, quindi, all'Università di Pisa per tornare, infine, a quella sassarese, 3 anni dopo (nel 1948), a soli 19 anni e mezzo, si laureò in giurisprudenza con il massimo dei voti, la lode e la dignità di stampa, con una tesi su "Le immunità nel diritto penale", iniziando una carriera universitaria che gli sarebbe in seguito valsa la cattedra di diritto costituzionale presso la facoltà di giurisprudenza dell'Università di Sassari (iniziò con il conseguire la libera docenza in diritto pubblico sulla «distinzione tra prerogative ed immunità»).

### Inizi della carriera politica
Iscritto alla sezione sassarese della Democrazia Cristiana a 17 anni, negli anni universitari ha fatto parte della FUCI con ruoli di primo piano nella FUCI di Sassari e a livello nazionale.
Per quanto riguarda il periodo della guerra fredda, Cossiga si autodenunciò come referente politico dell'organizzazione Gladio, sezione italiana della rete Stay-behind, organizzazione segreta dell'Alleanza Atlantica (di cui facevano parte anche Stati neutrali come Austria e Svezia) e come frequentatore della sua base di capo Marrargiu, quando il Presidente del Consiglio Giulio Andreotti fu indotto a rivelare l'esistenza dell'organizzazione segreta (1990). Rivendicò di aver nascosto da giovane – come molti altri dirigenti democristiani degli anni cinquanta – «mitragliatrici e bombe a mano» per il caso in cui il PCI avesse tentato la presa del potere (l'episodio fu dettagliato ulteriormente, in un'intervista a Paolo Guzzanti a mandato presidenziale concluso, quando rivelò che «alla vigilia delle elezioni del 1948 ero armato fino ai denti. Mi armò Antonio Segni. Non ero solo, eravamo un gruppo di democristiani riforniti di bombe a mano dai carabinieri. La notte del 18 aprile la passai nella sede del comitato provinciale della DC di Sassari... Prefettura, poste, telefoni, acquedotto, gas non dovevano cadere, in caso di golpe rosso, nelle mani dei comunisti»).
Al Ministro Paolo Emilio Taviani, in una lettera al suo successore alla Difesa Parisi, Cossiga ascrisse la sua «iniziazione» alle operazioni sotto copertura della guerra fredda: «Quando i membri del Governo italiano Aldo Moro, Paolo Emilio Taviani autorizzarono la firma del protocollo segreto di adesione all'Organizzazione Alleata Stay Behind Nets, furono acquistati per piccoli lotti, intestati, a prestanome, per lo più mogli o figli di ufficiali delle Forze Armate italiane, i terreni sui quali, con il largo contributo della CIA americana e del Secret Intelligence Service di Sua Maestà Britannica, fu costruita la base di Poglina. In essa io appresi l'uso delle armi automatiche e del plastico». Della sua iniziale carriera politica, egli intese dimostrare (quasi pedagogicamente) agli italiani i costi che, in termini di legalità, aveva comportato il contenimento del PCI all'opposizione.
A sorpresa nel 1956 fu eletto segretario provinciale della DC sassarese, allora dominata da Antonio Segni.

### Ingresso in Parlamento e nel governo
Alla fine degli anni cinquanta, non ancora trentenne, iniziò la sua folgorante carriera politica a capo dei cosiddetti giovani turchi sassaresi: eletto deputato per la prima volta il 25 maggio 1958 nella circoscrizione di Cagliari, Sassari e Nuoro nella lista DC, partecipò ai lavori della VI commissione (finanze e tesoro); fu inoltre membro della VII commissione (difesa) e della Giunta per il Regolamento. Fu riconfermato nel 1963.
Divenne poi il più giovane sottosegretario alla difesa nel terzo governo Moro (23 febbraio 1966- 24 giugno 1968): titolare del dicastero era Roberto Tremelloni.
Nel 1966, quando entrò per la prima volta al governo, Cossiga ricevette la delega, come Sottosegretario alla Difesa, a sovrintendere su Gladio, di cui aveva fatto parte. In questa veste, l'anno successivo, presiedette all'apposizione degli omissis sul rapporto Manes, una relazione sull'operato del servizio segreto militare oggetto di esame da parte della commissione ministeriale di inchiesta sul Piano Solo, che la Commissione parlamentare sul SIFAR ricevette dal Governo pesantemente censurata «per esigenze di segreto militare».
Il Piano Solo era stato un tentativo di colpo di Stato ideato dal capo dell'Arma dei Carabinieri, il generale Giovanni de Lorenzo, durante la crisi del primo governo Moro (estate 1964), che prevedeva il prelievo e il trasferimento di 731 uomini politici e sindacalisti di sinistra proprio nella base di Capo Marrargiu. Secondo Lino Jannuzzi, che con Eugenio Scalfari aveva condotto una campagna contro il generale De Lorenzo, Cossiga stesso gli avrebbe rivelato il suo ruolo nella depurazione del testo di Manes.
Rieletto a Montecitorio nel 1968 Cossiga fu ancora sottosegretario alla difesa nei governi Leone e Rumor, fino al 27 marzo 1970.
Confermato deputato per la VI legislatura (1972), dal novembre 1974 al febbraio 1976, Cossiga fu Ministro per l'organizzazione della pubblica amministrazione nel governo Moro IV. Il 12 febbraio 1976, a 48 anni, divenne Ministro dell'Interno nel governo Moro V, fino al 30 luglio dello stesso anno.

### Ministro dell'interno
Dopo le elezioni del 1976 mantenne il dicastero dell'Interno nel governo Andreotti III.

#### Cossiga e gli anni di piombo

Tipica scritta sui muri di metà anni settanta contro Cossiga, col nome scritto con la K e la doppia S scritta in caratteri runici a ricordare le SS.

L'11 marzo 1977, nel corso di durissimi scontri tra studenti e forze dell'ordine nella zona universitaria di Bologna venne ucciso il militante di Lotta Continua Pierfrancesco Lorusso; alle successive proteste degli studenti, Cossiga, allora titolare del Ministero dell'interno, rispose mandando veicoli trasporto truppe blindati (M113) nella zona universitaria. Il giorno dopo i fatti di Bologna fu ucciso a Torino il brigadiere Giuseppe Ciotta, mentre il 22 marzo, a Roma, l'agente Claudio Graziosi fu freddato nel momento in cui tentava di arrestare la terrorista Maria Pia Vianale: nello scambio di colpi d'arma da fuoco tra i compagni di Graziosi e l'assassino morì anche una guardia zoofila, Angelo Cerrai. Il mese successivo un poliziotto che sorvegliava un corteo fu ucciso, e tre suoi colleghi rimasero feriti.
A seguito di ciò, visto il clima di violenza e i toni sempre più accesi, in particolare dei soggetti appartenenti all'area extraparlamentare, Francesco Cossiga diede disposizioni per vietare in tutto il Lazio, fino al successivo 31 maggio, tutte le manifestazioni pubbliche, spiegando che non voleva permettere «che i figli della borghesia romana uccidessero i figli dei contadini del Sud». Nonostante il divieto, grandi gruppi di militanti diedero comunque il via a manifestazioni di protesta. Il 12 maggio a Roma, nei pressi del Ponte Garibaldi, durante una manifestazione radicale, perse la vita per colpi d'arma da fuoco la studentessa liceale Giorgiana Masi, figlia di un parrucchiere e di una casalinga romani.
Nonostante l'autore dell'omicidio sia rimasto ignoto, Marco Pannella e i radicali sostennero a più riprese la tesi di una responsabilità morale di Cossiga, chiedendo anche l'istituzione di una commissione parlamentare d'inchiesta sull'accaduto. Dal canto suo, Cossiga ha sempre respinto la tesi di una sua responsabilità morale, attribuendola invece allo stesso Pannella, avendo questi deciso di effettuare il sit-in pur avvertito dell'altissima probabilità di scontri armati e del conseguente rischio per i militanti radicali e i simpatizzanti della manifestazione.
Successivamente Cossiga ammise che, la sera della manifestazione in cui si ebbe la morte di Giorgiana Masi, fossero presenti agenti provocatori armati della polizia, ma a sua insaputa: per tale motivo avrebbe subito provveduto alla sostituzione del questore di Roma che lo aveva tenuto all'oscuro. Purtuttavia, negò sempre che fossero stati i militari impegnati ad aprire il fuoco sui manifestanti: «Il reparto dei carabinieri che si trovava dall'altra parte del ponte, subito accusato di aver aperto il fuoco, per ordine dell'autorità giudiziaria fu disarmato da elementi della Squadra Mobile: alla perizia, risultò che nessun colpo era stato sparato».
Riguardo al comportamento tenuto durante gli anni di piombo, ma non solo, Cossiga divenne noto nei decenni successivi per alcuni ripensamenti e autocritiche, fino ad approdare a posizioni garantiste (estese ad altri ambiti dopo i fatti di Mani pulite) e persino a riconoscere lo status di legittimi nemici politici e «sovversivi di sinistra», al posto di quello di criminali comuni, ai terroristi rossi stessi, come affermato in una lettera inviata all'ex brigatista Paolo Persichetti nel 2002 e poi pubblicata. Della stessa intonazione una lettera inviata a un avvocato francese, divenuta nota perché allegata nella decisione di non estradizione di Cesare Battisti dal Brasile (2009).
A partire dagli anni novanta si fece promotore di un'amnistia politica per i reati compiuti in quegli anni. Famosa sarà la sua amicizia con Toni Negri, ex leader di Potere Operaio e di Autonomia Operaia, latitante in Francia e che Cossiga andò poi a trovare in carcere.
La figlia Anna Maria ha ricordato come, a un certo punto, abbia anche ricevuto in casa Francesca Mambro e Giusva Fioravanti, terroristi dei N.A.R. che, pur condannati per la strage di Bologna, riteneva innocenti, e un'altra volta la brigatista rossa Adriana Faranda, spiegando l'invito con la necessità che lo Stato dovesse "fare pace con i terroristi sconfitti”.
In un'intervista del 2008, Cossiga rivendicò di aver fatto fronte ai moti di protesta degli anni di piombo ricorrendo a metodi apertamente illegali.
Nel gennaio 1978 Cossiga contribuì alla riforma del servizio segreto militare, che fu sdoppiato con la creazione di quello civile, il Sisde, dando la configurazione che l'intelligence avrebbe mantenuto fino alla successiva riforma del 2007. Sostenne inoltre nell'ottobre 1977 la creazione di appositi reparti speciali antiterrorismo, le "UN.I.S." (Unità di intervento speciale), nella polizia (NOCS) e nei carabinieri (GIS). Fu durante la sua permanenza al Viminale che si diffuse, tra i suoi detrattori, l'uso di storpiare il suo cognome in Kossiga, circostanza su cui Cossiga non mancò di ironizzare.

#### Terrorismo e il caso Moro

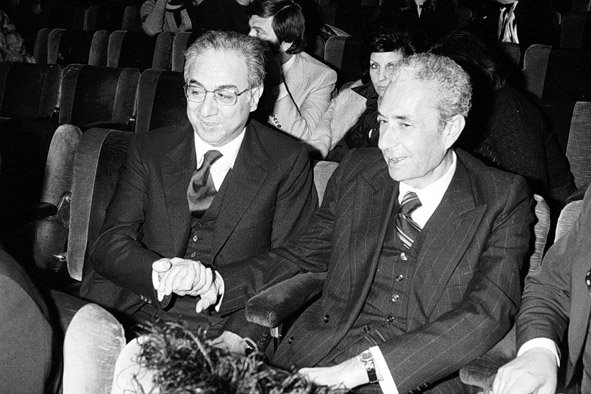
Francesco Cossiga con Aldo Moro.

Nel marzo 1978, quando fu rapito Aldo Moro dalle Brigate Rosse, creò rapidamente due comitati di crisi, uno ufficiale e uno ristretto, per la soluzione della crisi.
Molti fra i componenti di entrambi i comitati sarebbero in seguito risultati iscritti alla P2: ne faceva parte lo stesso Licio Gelli sotto il falso nome di ingegner Luciani. Tra i membri anche lo psichiatra e criminologo Franco Ferracuti. Cossiga richiese e ottenne l'intervento di uno specialista statunitense, il professor Steve Pieczenik, il quale partecipò ad una parte dei lavori. Stando a quanto raccontato da Cossiga e dallo stesso Pieczenik, inizialmente l'idea dello statunitense era quella di inscenare una finta apertura alla trattativa, per ottenere più tempo e cercare di far uscire allo scoperto i brigatisti, in modo da poterli individuare.
In alcune interviste rilasciate successivamente a questi fatti, Pieczenik affermò che durante i giorni del sequestro vi erano notevoli falle che permettevano di far giungere informazioni riservate al di fuori delle discussioni dei comitati e che non aveva l'impressione che la classe politica fosse vicina a Moro:
(I giorni del complotto, articolo del giornalista Robert Katz, pubblicato su Panorama del 13 agosto 1994.)
Cossiga in seguito non smentì, ma parlò di «cattivo gusto».
Nel 2006, 28 anni dopo i fatti, il giornalista Emmanuel Amara entrò in contatto con Pieczenik, che accettò di farsi intervistare. Il contenuto di questa intervista è stato poi inserito nel saggio Abbiamo ucciso Aldo Moro. Dopo 30 anni un protagonista esce dall'ombra. Nell'intervista riportata nel libro stesso riassume quello che sarebbe stato il suo compito durante il rapimento Moro:
Allo stesso tempo era auspicabile che la famiglia Moro non avviasse una trattativa parallela, scongiurando il rischio che Moro venisse liberato prima del dovuto. Ma mi resi conto che, portando la mia strategia alle sue estreme conseguenze, mantenendo cioè Moro in vita il più a lungo possibile, questa volta forse avrei dovuto sacrificare l'ostaggio per la stabilità dell'Italia.»
(Emmanuel Amara, Abbiamo ucciso Aldo Moro. Dopo 30 anni un protagonista esce dall'ombra, Roma, Cooper, pp. 102-103.)
Da parte del Governo Andreotti, non fu mai aperta alcuna trattativa ufficiale con i sequestratori per il rilascio di Moro, il quale dalla sua prigionia scelse di scrivere a Cossiga due volte, tra il 29 marzo e il 5 aprile 1978: la prima lettera fu recapitata e la seconda non lo fu (Moro, 2008, pp. 7–9, 28-30; Siate indipendenti..., 2013, lettera n. 1). Nella prima lettera si rivolse al ministro dell’Interno con parole chiare: «Caro Francesco […] ti scrivo in modo riservato, perché tu e gli amici con alla testa il Presidente del consiglio (informato ovviamente il Presidente della Repubblica) possiate riflettere opportunamente sul da farsi, per evitare guai peggiori. Pensare dunque sino in fondo, prima che si crei una situazione emotiva e irrazionale». Nella seconda missiva Moro, inconsapevole che la precedente lettera era stata resa nota non da Cossiga ma dai suoi carcerieri, sceglieva un esordio più distaccato e preoccupato: «Caro Cossiga, torno su un argomento già noto e che voi mi avete implicitamente ed esplicitamente respinto. Eppure esso politicamente esiste e sarebbe grave errore ritenere che, essendo esso pesante e difficile, si possa fare come se non esistesse…Vorrei pregarti che, almeno su quel che ti ho scritto, vi fosse, a differenza delle altre volte, riservatezza. Perché fare pubblicità su tutto?».
Nei 55 giorni della prigionia di Aldo Moro, Cossiga mise in discussione l’autenticità delle comunicazioni del prigioniero fino all’uso dell’espressione «lettere non moralmente autentiche»: si trattava della strategia di ‘svalutazione’ dell’ostaggio tesa a indebolire i carcerieri.
Cossiga diede le dimissioni da Ministro dell'Interno l'11 maggio 1978, in seguito al ritrovamento del cadavere del presidente della DC in via Caetani. Al giornalista Paolo Guzzanti disse: «Se ho i capelli bianchi e le macchie sulla pelle [a causa della vitiligine] è per questo. Perché mentre lasciavamo uccidere Moro, me ne rendevo conto. Perché la nostra sofferenza era in sintonia con quella di Moro».
Cossiga, dopo forse questi fatti, cominciò a soffrire di numerosi problemi di salute cronici, come il disturbo bipolare (chiamato ciclotimia da Indro Montanelli) e la sindrome da fatica cronica.

### Presidente del Consiglio dei ministri

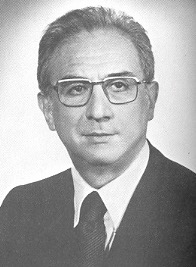
Francesco Cossiga nel 1979.

La sua attività politica all'indomani delle dimissioni da ministro tuttavia non si concluse. Dopo le elezioni del 3 giugno 1979 fu eletto presidente della Commissione affari esteri della Camera dei deputati. E il 4 agosto 1979, fu nominato presidente del Consiglio dei ministri, dimettendosi di conseguenza dalla presidenza della commissione parlamentare. Rimase in carica fino all'ottobre del 1980. Durante il suo mandato fu Presidente del Consiglio europeo per il semestre iniziato il 1º gennaio 1980.
Nel corso dei due brevi (otto e sei mesi) esecutivi guidati da Francesco Cossiga, il Parlamento approvò la legge che, nel 1983, avrebbe consentito al primo governo Craxi di installare gli euromissili a Comiso. Fu la più importante azione di politica estera del presidente Cossiga, decisione che anticipò, in qualche maniera, il sodalizio tra l'Italia e la Germania Ovest guidata da Helmut Schmidt.
In veste di Presidente del Consiglio, Cossiga fu proposto dal PCI per la messa in stato di accusa da parte del Parlamento, in votazione in seduta comune, con una procedura conclusasi nel 1980 con l'archiviazione. L'accusa era di favoreggiamento personale e rivelazione di segreto d'ufficio. Fu sospettato di aver rivelato a un compagno di partito, il senatore Carlo Donat-Cattin, che suo figlio Marco era indagato e prossimo all'arresto, essendo coinvolto in episodi di terrorismo come esponente di Prima Linea, suggerendone l'espatrio.
Il Parlamento in seduta comune rigettò però l'accusa, che era stata fatta procedere da parte della magistratura di Torino in seguito alle dichiarazioni del terrorista pentito Roberto Sandalo (Sandalo, soprannominato il «piellino canterino» perché fu uno dei primi pentiti dell'organizzazione terroristica Prima Linea, aveva infatti riferito che in una conversazione con Marco Donat-Cattin quest'ultimo gli avrebbe parlato dell'imminenza del suo arresto, appresa da fonti vicine al padre). Donat-Cattin smentì le rivelazioni, raccontando che non sentiva il figlio da anni, ammettendo tuttavia di avere chiesto a Cossiga se si sapesse qualcosa di Marco, e di aver ricevuto risposta negativa. Ammise anche di avere contattato Roberto Sandalo, ma esclusivamente per riferirgli che non c'erano notizie del figlio. Successivamente Cossiga fu scagionato dall'accusa di favoreggiamento dal Parlamento in seduta comune che votò, a maggioranza, l'archiviazione con 507 voti favorevoli e 406 contrari.

Francesco Cossiga, Presidente del Consiglio, ed Emilio Colombo, Ministro degli Esteri nel 1980.

Nel denunciare il favoreggiamento personale, il PCI guidato da Enrico Berlinguer fu assai deciso nel ritenere che Cossiga fosse la fonte della fuga di notizie sulle indagini. Vent'anni dopo i fatti e con il reato ormai caduto in prescrizione, Cossiga ammise parte dell'addebito, sostenendo di aver informato lui stesso del fatto il cugino Berlinguer, attendendosi comprensione e non sospettando che la notizia venisse utilizzata per una battaglia politica contro di lui. Cossiga confermò la sua versione in un'intervista del 7 settembre 2007 ad Aldo Cazzullo del Corriere della Sera.
Francesco Cossiga era Presidente del Consiglio il 27 giugno 1980, data dell'incidente al DC-9 dell'ITAVIA che dette luogo alla cosiddetta Strage di Ustica. Nonostante che all'epoca avesse taciuto, nel febbraio 2007 dichiarò che, secondo le informazioni fornitegli dai servizi segreti italiani, ad abbattere l'aereo sarebbe stato un missile «a risonanza e non a impatto», destinato a un velivolo libico su cui a sua detta si sarebbe trovato Gheddafi, lanciato da un velivolo decollato dalla portaerei francese Clemenceau. A seguito delle nuove dichiarazioni rilasciate da Cossiga, la procura di Roma, a ventotto anni dalla strage, decise di riaprire l'inchiesta.

### Presidente del Senato

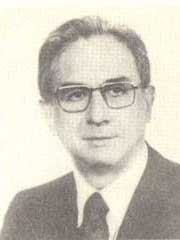
Francesco Cossiga come senatore nel 1983

Per un periodo Cossiga non ricoprì alcun incarico governativo né di partito, pur continuando il suo impegno di deputato. Quelli che Cossiga stesso ha definito come i suoi nemici all'interno della Democrazia Cristiana misero in giro la voce – avvalorata da un finto rapporto degli agenti segreti della sua scorta – che una sua visita in Romania, ospite di Nicolae Ceaușescu, sarebbe stata motivata da una cura con l'elettroshock in una clinica di quel Paese: Cossiga ha narrato tale episodio nel corso della puntata del 14 dicembre 2007 della trasmissione Otto e mezzo, intervistato da Giuliano Ferrara: nel corso della medesima trasmissione Cossiga ha comunque riferito che in altre epoche (compresa quella finale alla Presidenza della Repubblica) ha sofferto di crisi depressive. Successivamente, nel 1983 fu eletto al Senato nel collegio Tempio-Ozieri e, 12 luglio 1983, presidente del Senato.

### Presidente della Repubblica

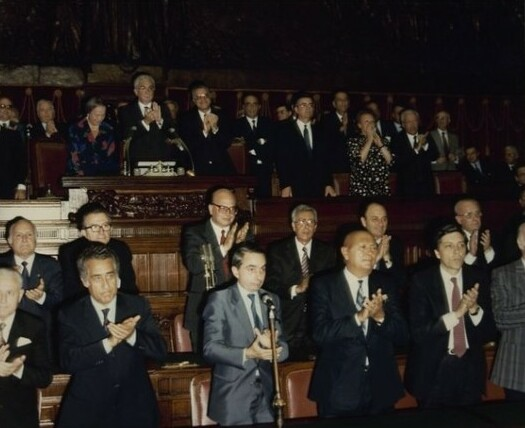
Giuramento di Francesco Cossiga, 3 luglio 1985

Francesco Cossiga durante il tradizionale messaggio di fine anno agli italiani il 31 dicembre 1991.

Il 24 giugno 1985 Cossiga venne eletto come ottavo presidente della Repubblica Italiana. Per la prima volta, in tutta la storia dell'Italia repubblicana, l'elezione avvenne al primo scrutinio, con una larga maggioranza (752 su 977 votanti): Cossiga ricevette il consenso, oltre che della DC, anche di PSI, PCI, PRI, PLI, PSDI e Sinistra Indipendente, prestando giuramento il 3 luglio.
All'età di quasi 57 anni, Cossiga è stato il più giovane presidente della Repubblica Italiana ad essere eletto.

#### Primi cinque anni
La presidenza Cossiga fu sostanzialmente distinta in due fasi riferite agli atteggiamenti assunti dal capo dello Stato. Nei primi cinque anni Cossiga svolse il suo ruolo in maniera tradizionale, preoccupandosi di esercitare la funzione di perno delle istituzioni repubblicane previsto dalla Costituzione, che fa del presidente della Repubblica una sorta di arbitro nei rapporti tra i poteri dello Stato. Ebbe modo anche di stimolare una migliore comprensione e configurazione di alcune funzioni presidenziali suscettibili di ambiguità interpretative, come il ruolo del Capo dello Stato nel caso di conferimento dei poteri di guerra al Governo (da cui derivò la nomina della Commissione Paladin) e il potere di scioglimento delle Camere nel caso in cui il cosiddetto «semestre bianco», cioè quello conclusivo del mandato, coincida con la fine della legislatura, questione che indusse il Parlamento ad apportare un'apposita modifica all'articolo 88 comma II della Costituzione.

#### Esternazionie «picconate» al sistema
La caduta del Muro di Berlino segnò l'inizio della seconda fase. Secondo Cossiga, la fine della guerra fredda e della contrapposizione dei due blocchi avrebbe determinato un profondo mutamento del sistema politico italiano, che nasceva da quella contrapposizione ed era a quella funzionale. La DC e il PCI avrebbero dunque subito gravi conseguenze da questo mutamento, ma Cossiga sosteneva che i partiti politici e le stesse istituzioni si rifiutassero di riconoscerlo. Iniziò quindi una fase di conflitto e di polemica, in quelle che definì «picconate» al sistema politico italiano.

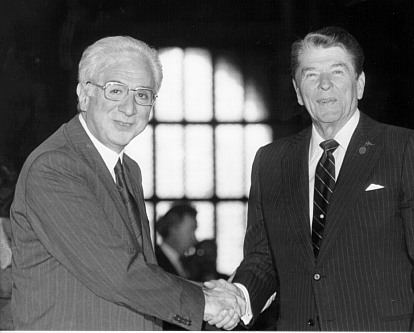
Cossiga con il Presidente degli Stati Uniti Ronald Reagan nel 1987.

Risale a quest'epoca l'abbandono, da parte sua, di uno dei più antichi tabù della politica democristiana, cioè quello che esorcizzava l'esistenza di illeciti: conformemente alla formazione tavianea, ma anche a quella che, per Antonio Maccanico, era una sua «fanciullesca» mania "della segretezza, dello spionaggio, delle bandiere e militaria". Per converso, la caduta del Muro di Berlino – da lui percepita come svolta epocale prima di molti altri politici italiani (in merito a questo Luciano Violante disse che «nessuno lo seguì e i partiti crollarono, come aveva previsto»), tanto da essere stato l'unico politico romano a presenziare alla prima seduta del Bundestag dopo la riunificazione nel 1990 – fu per lui la vera giustificazione della riduzione dei margini di tolleranza dell'alleato nordamericano verso la classe politica italiana della Prima Repubblica: si tratta di una tolleranza che lui percepì scemare quando la CIA interferì pesantemente (e infruttuosamente) nelle vicende politiche delle massime istituzioni italiane, nel 1989, tentando di impedire l'ascesa di Giulio Andreotti a Palazzo Chigi, probabilmente a causa della sua politica filoaraba.
Gli ultimi anni della presidenza furono caratterizzati - oltre che dal massimo atto formale consentitogli dalla Costituzione, il messaggio alle Camere, inviato il 26 giugno 1991 e giudicato "il documento più coerente del suo pensiero" - da una serie di esternazioni sarcastiche e volutamente provocatorie nei confronti di alcune personalità politiche: definì Ciriaco De Mita «bugiardo, gradasso, il solito boss di provincia»; Nicola Mancino uno che «se sta al mare fa un gran bene al Paese»; Paolo Cirino Pomicino «un analfabeta»; Michele Zolla «un analfabeta di ritorno»; Antonio Gava un personaggio su cui «non infierirò mai chiamandolo camorrista o amico di camorristi come per anni hanno fatto i comunisti»; Leoluca Orlando «un povero ragazzo, uno sbandato, che danneggia l'unità della lotta alla mafia, mal consigliato da un prete fanatico che crede di vivere nel Paraguay del '600»; Achille Occhetto «uno zombie con i baffi»; Stefano Rodotà un «piccolo arrampicatore sociale, uomo senza radici, parvenu della politica»; Luciano Violante «un piccolo Viscinski»; Giorgio La Malfa «figlio impudente e imprudente d'un galantuomo»; Claudio Martelli «un ragazzino»; Enrico Dalfino (sindaco di Bari) un «irresponsabile e cretino». Con riferimento a un noto brano del cantante Natalino Otto, Cossiga definì le sue esternazioni un «levarsi i sassolini dalla scarpa», per sottolinearne la natura di reazione ad attacchi cui si riteneva sottoposto. Nell'agosto 1990, durante le vacanze che trascorreva sull'Altopiano del Cansiglio, disse ai giornalisti che lo seguivano di aver fatto una lunga camminata su un sentiero pietroso e quindi di volersi togliere un sassolino da una scarpa, iniziando in questo modo venti giorni di esternazioni caustiche e clamorose, proseguite fino alla fine della sua presidenza.
Tentando di smuovere un sistema che percepiva bloccato, abbandonò ogni formalismo, come in occasione del tradizionale discorso di fine anno del 1991, da lui quasi disertato, che fu il più breve della storia della Repubblica:
(Francesco Cossiga, dal discorso di fine anno del 31 dicembre 1991.)
Denunciava inoltre un'eccessiva politicizzazione della magistratura e stigmatizzava il fatto che giovani magistrati, appena entrati in servizio, fossero da subito destinati alle procure siciliane per svolgere processi di mafia: «Non è possibile che si creda che un ragazzino, solo perché ha fatto il concorso di diritto romano, sia in grado di condurre un'indagine complessa come può essere un'indagine sulla mafia o sul traffico della droga. Questa è un'autentica sciocchezza». Qualche commentatore ritenne che quella frase si riferisse a Rosario Livatino, magistrato vittima della mafia, ma anni dopo, con una lettera ai genitori del giudice, Cossiga smentì quest'interpretazione.
Per il suo mutato atteggiamento, Cossiga ricevette varie critiche e prese di distanza da parte di quasi tutti i partiti, ad eccezione del MSI, che si schierò a favore delle «picconate». Egli, tra l'altro, sarà ritenuto uno dei primi «sdoganatori» del MSI, al quale rivolse le scuse a nome dello Stato italiano per le accuse che erano state espresse nei suoi confronti all'indomani della strage di Bologna nel 1980.
Cossiga manterrà lo stile del «picconatore» anche dopo la fine del mandato presidenziale, ad esempio attaccando il comportamento del pool di Mani pulite, in particolare contro Antonio Di Pietro, che pure precedentemente aveva elogiato. Non solo singoli giudici, ma anche la magistratura nel suo insieme venne attaccata da Cossiga, affermando nel 2008 che «i primi mafiosi stanno al CSM» e che «sono loro che hanno ammazzato Giovanni Falcone negandogli la DNA e prima sottoponendolo a un interrogatorio. Quel giorno lui uscì dal CSM e venne da me piangendo. Voleva andar via. Ero stato io a imporre a Claudio Martelli di prenderlo al Ministero della giustizia». Nello stesso anno rivolse i suoi strali anti-magistratura contro Luca Palamara: intervenendo in diretta su Sky TG24 durante un'intervista a quest'ultimo, il presidente emerito gli diede dell'incompetente e lo apostrofò ripetutamente con l'epiteto "tonno", esortandolo finanche a sporgere querela contro di lui. Fece anche scalpore il suo intervento telefonico durante la trasmissione televisiva Unomattina del 24 gennaio 2008, dove commentò l'ipotesi di un futuro mandato a Mario Draghi (allora Governatore della Banca d'Italia, peraltro nominato con il placet di Cossiga stesso) come futuro Presidente del Consiglio dei ministri, definendolo "vile affarista", in riferimento ai passati incarichi alla banca d'affari Goldman Sachs, e accusandolo di essere stato, da Direttore generale del tesoro, il "liquidatore [...] dell'industria pubblica".
Attorno al 2003 Cossiga iniziò altresì a collaborare con Dagospia, al quale fornì informazioni e retroscena sul panorama politico italiano: Roberto D'Agostino lo definì "guida spirituale" del rotocalco. Riservò un'analoga collaborazione alla trasmissione Un giorno da pecora su Rai Radio 2, alla quale interveniva sotto lo pseudonimo di DJ-K.

#### Cossiga e Gladio
Le asserite responsabilità di Cossiga nei confronti di Gladio furono confermate dal medesimo interessato che, ancora presidente, ammise con fierezza, in un'esternazione a Edimburgo nel 1990, la parte avuta nella sua messa a punto, in quanto sottosegretario al Ministero della Difesa tra il 1966 e il 1969 e si autodenunciò con un documento inviato alla Procura di Roma, in seguito alla denuncia dell'ammiraglio Martini e del generale Inzerilli come responsabili di Gladio. Nel documento dichiarò: «Rivendico in pieno la tutela di quarant'anni di politica della Difesa e della sicurezza per la salvaguardia dell'integrità nazionale, dell'indipendenza e della sovranità territoriale del nostro Paese nonché della libertà delle sue istituzioni, anche al fine di rendere giustizia a coloro che agli ordini del governo legittimo hanno operato per la difesa della Patria». Cossiga ascrisse inoltre alla sua grafia gli omissis con cui fu censurato al Ministero della Difesa (all'epoca del suo sottosegretariato, negli anni sessanta) il rapporto Manes con cui si descrivevano le attività paragolpiste del piano Solo.
Sono differenti le versioni sui motivi che indussero il Presidente del Consiglio Giulio Andreotti a divulgare la struttura segreta di Gladio:
1. Paolo Guzzanti, nel suo libro Cossiga uomo solo (Rizzoli, 1991) dedica un capitolo (La fiaba del giudice, del gatto e del primo ministro) alla chiave interpretativa di fonte cossighiana: la richiesta del giudice che indagava sulla strage di Peteano, Felice Casson, di accedere agli archivi del SISMI a Forte Braschi, sarebbe stata inopinatamente accolta dal Presidente del Consiglio Giulio Andreotti per dare luogo ad un regolamento di conti con il Capo dello Stato, da poco esternatore assai sgradito alla maggioranza DC.
2. Lo stesso Cossiga, in una sua autobiografia, La versione di K (Rizzoli, 2009), scrive, riferendosi ad Andreotti: «Mi ha risposto che, ormai caduto il Muro di Berlino, non vi era più alcuna ragione per non raccontare come stavano davvero le cose. Tanto più, aggiunse, che aveva concesso al pm veneziano Felice Casson [...] il permesso di andare a vedere negli archivi dei Servizi Segreti: a quel punto c'era poco da sperare che non avrebbe ricostruito tutto» (p. 158).

Nei mesi successivi si scatenarono continue polemiche: Achille Occhetto (segretario comunista) tuonò contro la «democrazia limitata» che sarebbe esistita in Italia durante il dopoguerra e contro l'«eversione atlantica», a suo dire ben più pericolosa dell'Armata Rossa e della Gladio rossa, mentre lo stesso Cossiga minacciò di autosospendersi purché lo facesse anche Andreotti.
Successivamente Casson trasmise il fascicolo sull'organizzazione, per ragioni di competenza territoriale, alla Procura di Roma, la quale dichiarò che la struttura Stay-behind non aveva nulla di penalmente rilevante.
Vi sono state differenti valutazioni politiche sul suo coinvolgimento nella vicenda di Gladio.
Mentre Cossiga ha dichiarato che sarebbe giusto riconoscere il valore storico dei «gladiatori» così come era avvenuto per i partigiani, il presidente della Commissione stragi Giovanni Pellegrino ebbe a scrivere: «Se in sede giudiziaria un'illiceità penale della rete clandestina in sé considerata è stata motivatamente e fondatamente negata, non sono state affatto escluse possibili distorsioni dalle finalità istituzionali dichiarate della struttura, che ben possono essere andate al di là della sua già evidenziata utilizzazione a fini informativi...».

#### Richiesta di messa in stato di accusa

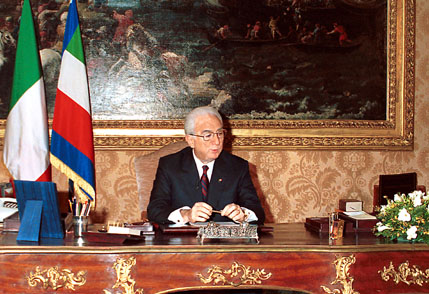
Cossiga alla scrivania presidenziale.

Il 6 dicembre 1991 fu presentata in parlamento da parte dell'allora minoranza la richiesta di messa in stato di accusa per Francesco Cossiga, con diversi capi d'accusa. Le accuse erano 29, tra queste:
a) l'espressione di pesanti giudizi sull'operato della commissione di inchiesta sul terrorismo e le stragi;
b) la lettera del 7 novembre 1990 con la minaccia di «sospendersi» e di sospendere il governo onde bloccare la decisione governativa riguardante il comitato sulla organizzazione Gladio;
c) le continue dichiarazioni circa la legittimità della struttura denominata organizzazione Gladio benché fossero in corso indagini giudiziarie e parlamentari;
d) la minaccia del ricorso alle forze dell'ordine per far cessare un'eventuale riunione del Consiglio superiore della magistratura, nonché del suo scioglimento in caso di inosservanza del divieto di discutere di certi argomenti;
e) i giudizi sulla Loggia massonica P2, nonostante la legge di scioglimento del 1982 e le conclusioni della commissione parlamentare d'inchiesta;
f) la pressione sul governo affinché non rispondesse alle interpellanze, presentate alla Camera nel maggio 1991 da esponenti del PDS;
g) l'invito ad allontanare il ministro Rino Formica dopo le sue dichiarazioni sulla organizzazione Gladio;
h) la rivendicazione di un potere esclusivo di scioglimento delle Camere e la sua continua minaccia;
i) la minaccia di far uso dei dossier e la convocazione al Quirinale dei vertici dei servizi segreti;
l) il ricorso continuo alla denigrazione, onde condizionare il comportamento delle persone offese e prevenire possibili critiche politiche.
Il comitato parlamentare ritenne tutte le accuse manifestamente infondate (tra cui venne aggiunta quella di aver abusato della propria carica quando propose unilateralmente la grazia per il fondatore delle BR Renato Curcio), come si legge negli atti parlamentari del 12 maggio 1993. La Procura di Roma richiese l'archiviazione a favore di Cossiga il 3 febbraio 1992 e l'8 luglio 1994 la richiesta fu accolta dal Tribunale dei ministri.

Cossiga scrisse: 
(Francesco Cossiga, La versione di K, p. 159.)
Dopo le dimissioni di Cossiga, il PDS fece tranquillamente sapere che, se anche quelle accuse fossero state provate, non era più il caso di occuparsene dal momento che Cossiga non era più presidente della Repubblica, essendosi esaurito il suo settennato.

#### Dimissioni

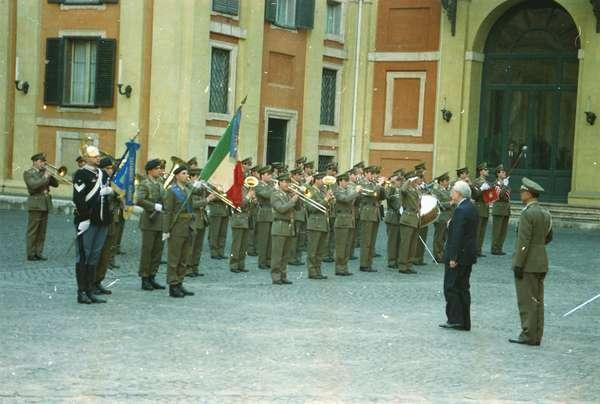
Congedo del presidente Cossiga presso il palazzo del Quirinale il 28 aprile 1992

A seguito delle elezioni del 5 aprile, prendendo atto della sconfitta del sistema consociativo fondato sul pentapartito che pure egli aveva sostenuto al fine di «combattere il degrado economico e il terrorismo», deciso a dare un colpo all'immobilismo e alla debolezza dei governi sottoposti alle «estenuanti liturgie e alchimie partitiche», Cossiga si dimise dalla presidenza della Repubblica il 28 aprile 1992, a due mesi dalla scadenza naturale del mandato, annunciando le sue dimissioni con un discorso televisivo che tenne simbolicamente il 25 aprile, alla fine del quale giunse a commuoversi:
(Francesco Cossiga, dal discorso del 25 aprile 1992)
Fino al 25 maggio, quando al Quirinale fu eletto Oscar Luigi Scalfaro, le funzioni presidenziali furono assolte, come previsto dalla Costituzione, dall'allora Presidente del Senato, Giovanni Spadolini.
Pochi mesi prima, a gennaio, Cossiga aveva già lasciato la Democrazia Cristiana, suo partito di provenienza, scrivendo una lettera al quotidiano Il Popolo.

### Senatore a vita: XI e XII legislatura
Come preannunciato, Cossiga abbandonò la DC e si iscrisse al gruppo misto del Senato, partecipando ai lavori parlamentari e concedendo il proprio voto di fiducia ai governi Amato, Ciampi, Berlusconi e Dini.

### XIII legislatura
Anche nella legislatura iniziata nel 1996 Cossiga decise in un primo momento di rimanere defilato, pur contribuendo col suo voto alla fiducia al primo governo Prodi. Successivamente, nel febbraio del 1998, diede vita ad una nuova formazione politica, l'Unione Democratica per la Repubblica (UDR), con l'intenzione di costituire un'alternativa di centro e ricompattare le forze ex-democristiane.
L'UDR raccolse l'adesione dei Cristiani Democratici Uniti di Rocco Buttiglione e di un gruppo di scissionisti del CCD, i Cristiano Democratici per la Repubblica di Clemente Mastella. Tra coloro che aderirono all'UDR ci furono anche Carlo Scognamiglio, Angelo Sanza e Pellegrino Capaldo.

#### Appoggio al governo D'Alema
Quando Rifondazione Comunista fece mancare il suo appoggio al governo Prodi I, che venne battuto alla Camera per un voto, Cossiga fu determinante per la formazione del governo D'Alema I. Il suo appoggio venne deciso, come Cossiga spiegò in una conferenza stampa all'uscita dalle consultazioni con il Presidente Scalfaro, per sancire irrevocabilmente la fine della conventio ad excludendum nei confronti del PCI. Massimo D'Alema fu il primo Presidente del Consiglio a provenire dalle file dell'ex PCI. Per l'occasione Cossiga regalò al novello Capo del Governo in Parlamento un bambino di zucchero, ironizzando un desueto luogo comune su usanze cannibalistiche dei comunisti. Nel frattempo il senatore dell'opposizione Marcello Pera (Forza Italia) ricordava polemicamente le origini di Cossiga in Barbagia, luogo dove vivevano i latitanti rapitori dell'Anonima sequestri, definendolo «barbaricino ladro di voti», a cui Cossiga rispondeva ricordando le proprie origini familiari, «contrariamente a chi ha un cognome di cosa, come si usava dare alle famiglie la cui origine era ignota». L'UDR entrò anche a far parte del governo D'Alema I con Carlo Scognamiglio, nominato Ministro della Difesa.
Sempre nel 1998, Cossiga fu chiamato a testimoniare nel processo che a Palermo vedeva Giulio Andreotti imputato per associazione mafiosa. Cossiga difese l'ex Presidente del Consiglio, da lui descritto come «assatanato nella lotta alla mafia». Al termine del lungo iter giudiziario fu accertata la connivenza di Andreotti con la mafia per fatti anteriori al 1980. Il senatore fu assolto per i fatti successivi a tale data e prescritto per quelli precedenti.

### XIV legislatura
Dopo un anno di vita, l'UDR si sciolse e larga parte di essa confluì nel nuovo soggetto politico creato da Clemente Mastella, l'UDEUR. Cossiga vi aderì in maniera puramente simbolica, per fuoriuscirne definitivamente il 6 novembre 2003, quando abbandonò, al Senato, il gruppo misto per iscriversi al gruppo per le autonomie.
Nel giugno 2002 ha annunciato le dimissioni da senatore a vita, che peraltro non ha mai presentato.
Nel 2003 pubblica Discorso sulla giustizia, un pamphlet che raccoglie alcuni fra i suoi scritti in tema di giustizia su argomenti quali il delicato rapporto fra primato del Parlamento da un lato e indipendenza della magistratura dall'altro, e quello della problematica conciliabilità fra politicizzazione del magistrato e imparzialità della giurisdizione. Il suo progetto per una riforma utopica si accompagna ad altri interventi che Cossiga, cogliendo occasione da vicende giudiziarie e politiche di rilevanza nazionale, ha svolto in sede parlamentare, e non diffusi al di fuori del circuito degli addetti ai lavori.
Nel 2004 fece alcune affermazioni (riprese nel 2007 e ribadite poi nell'autobiografia La versione di K) sulla strage di Bologna: in una lettera indirizzata a Enzo Fragalà, capogruppo di Alleanza Nazionale nella Commissione Mitrochin ipotizza un coinvolgimento del terrorismo palestinese, nella strage che lui stesso dichiarò «fascista», salvo poi cambiare idea nel 1990, affermando che fu mal consigliato dai servizi segreti che lo indirizzarono sulla pista nera in maniera erronea. Il Presidente emerito affermò di avere «il dubbio grave» che la strage fosse il risultato «o di un atto del terrorismo arabo o della fortuita deflagrazione di una o più valigie di esplosivo trasportato da palestinesi, che si credevano garantiti dall'“accordo Moro”».
Va detto come questa posizione si iscrive nella cornice ideologica di un aperto schieramento di Cossiga a favore di Israele e del sionismo.
Nel 2008 Cossiga ha reiterato questa affermazione in un'intervista al Corriere della Sera in cui ribadiva la sua convinzione secondo cui la strage non sarebbe da imputarsi al terrorismo nero, ma ad un incidente di gruppi della resistenza palestinese operanti in Italia.
Allo stesso tempo smentì più volte di avere sostenuto tesi complottiste sugli attentati dell'11 settembre 2001, voci diffuse soprattutto su internet, tesi che lui stesso riferì nuovamente qualche anno più tardi in un comunicato, in realtà di tono ironico, pubblicato dal Corriere della Sera, ma ripreso anche da organi di informazione internazionali.

### XV legislatura
Cossiga ha collaborato attivamente con diversi quotidiani, scrivendo anche sotto lo pseudonimo «Franco Mauri» per Libero e «Mauro Franchi» per Il Riformista. Alla fine del 2005 ha pubblicato sul quotidiano Libero una lettera nella quale ha annunciato di non volersi più occupare attivamente della politica italiana, ma non pare avervi dato pienamente seguito.
Il 15 maggio 2006 presenta in Senato il DDL Costituzionale n. 352, per la riforma delle istituzioni Sarde e il riconoscimento della Nazione Sarda.
Il 19 maggio 2006 ha votato la fiducia al governo Prodi II.
Il 23 maggio 2006 ha presentato un disegno di legge costituzionale, (dopo la sua morte, mai più discusso) per l'attuazione di un referendum sull'autodeterminazione della Provincia di Bolzano. Il referendum prevedeva più quesiti: se si voleva restare a far parte della Repubblica Italiana, se si voleva diventare parte di quella austriaca, se si voleva diventare un Land della Germania o se si voleva diventare uno Stato sovrano.
Il 27 novembre 2006 ha presentato al Presidente del Senato, Franco Marini, le dimissioni da senatore a vita, ritenendosi «ormai inidoneo ad espletare i complessi compiti e ad esercitare le delicate funzioni che la Costituzione assegna come dovere ai membri del parlamento nazionale». Le dimissioni sono state respinte dal Senato in data 31 gennaio 2007: il numero dei senatori contrari alle dimissioni è stato di 178, i favorevoli 100 e gli astenuti 12.
L'intera vicenda si è sviluppata in seguito a un'interpellanza parlamentare del mese di novembre 2006 nella quale il presidente emerito richiedeva al Ministro dell'Interno Giuliano Amato di chiarire i motivi del pagamento di due giornalisti da parte del Dipartimento della pubblica sicurezza, diretto dal prefetto Gianni De Gennaro. Data la non immediata disponibilità a chiarire direttamente la vicenda da parte del ministro Amato, in aula venne letta una risposta scritta da De Gennaro. Non condividendo il comportamento tenuto dal Ministro, Cossiga ribatteva con una delle sue note «picconate»: «[Ha preferito rispondere] lo scagnozzo di quel losco figuro (tale Roberto Sgalla) del capo della polizia che si chiama Gianni De Gennaro [...]». Nella stessa data, prima del voto di cui sopra, Francesco Cossiga ha presentato pubbliche scuse allo stesso De Gennaro.
Il 6 dicembre 2007 è stato determinante per salvare dalla crisi il governo Prodi, con il suo voto al decreto sicurezza, sul quale l'esecutivo aveva posto la questione di fiducia.
Ha anche rilasciato dichiarazioni sulla strage di Ustica, all'epoca della quale era Presidente del Consiglio, attribuendo la responsabilità del disastro a un missile francese «a risonanza e non ad impatto» destinato ad abbattere l'aereo su cui si sarebbe trovato il dittatore libico Muʿammar Gheddafi. Tesi analoga è alla base della conferma, da parte della Cassazione, della condanna al pagamento di un risarcimento ai familiari delle vittime inflitta in sede civile ai ministeri dei trasporti e della difesa dal Tribunale di Palermo, sentenza che ha riconosciuto le prove di quanto affermato dall'ex Capo dello Stato.

### XVI legislatura

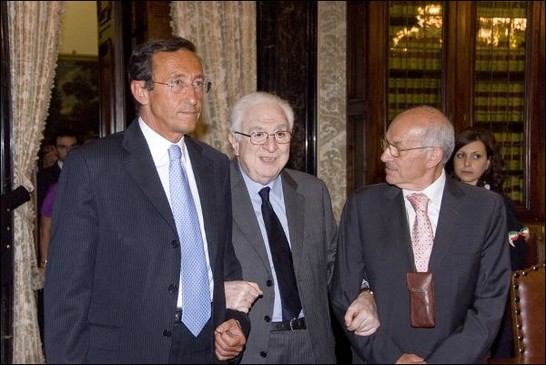
Francesco Cossiga con Gianfranco Fini e Fausto Bertinotti nel 2008

Nel 2008 Cossiga ha votato la fiducia al governo Berlusconi IV; in precedenza aveva votato la fiducia a Berlusconi un'altra volta, nel 1994 (governo Berlusconi I).
Il 23 ottobre 2008, in un'intervista al Quotidiano Nazionale, propone al Ministro dell'Interno Roberto Maroni la sua soluzione per contenere il dissenso universitario nei confronti della legge 133/2008: evitare di chiamare in causa la polizia, ma screditare il movimento studentesco infiltrando agenti provocatori, e solo allora, dopo aver lasciato «che per una decina di giorni i manifestanti devastino i negozi», «forti del consenso popolare [...] le forze dell'ordine non dovrebbero avere pietà e mandarli tutti in ospedale», picchiando in particolar modo i docenti: «Non dico quelli anziani, certo, ma le maestre ragazzine sì». Nell'affermare ciò Cossiga sostenne che il terrorismo degli anni settanta era partito proprio dalle Università, e confermò di avere già attuato una strategia simile quando egli stesso era stato Ministro dell'Interno. In seguito a questa intervista Alfio Nicotra, della direzione nazionale del PRC e responsabile del Dipartimento Pace e Movimenti del PRC ha chiesto di riaprire l'inchiesta sulla morte di Giorgiana Masi, uccisa in circostanze non ancora chiarite durante una manifestazione nel 12 maggio 1977, periodo nel quale stesso Cossiga era ministro dell'Interno. Inoltre la senatrice Donatella Poretti (Radicale eletta nelle file del PD) ha deciso di depositare un disegno di legge per l'istituzione di una commissione d'inchiesta sull'omicidio della Masi.

## Nomine presidenziali
Governi
IX legislatura (1983-1987)
- Craxi II, 1º agosto 1986.
- Fanfani VI, 17 aprile 1987.

X legislatura (1987-1992)
- Goria, 28 luglio 1987.
- De Mita, 13 aprile 1988.
- Andreotti VI, 22 luglio 1989.
- Andreotti VII, 12 aprile 1991.

Giudici della Corte costituzionale
- Antonio Baldassarre, 8 agosto 1986.
- Enzo Cheli, 27 ottobre 1987.
- Mauro Ferri, 27 ottobre 1987.
- Luigi Mengoni, 27 ottobre 1987.
- Giuliano Vassalli, 4 febbraio 1991.

Senatori a vita
- Giovanni Spadolini, 2 maggio 1991.
- Giovanni Agnelli, 1º giugno 1991.
- Giulio Andreotti, 1º giugno 1991.
- Francesco De Martino, 1º giugno 1991.
- Paolo Emilio Taviani, 1º giugno 1991.

## Morte

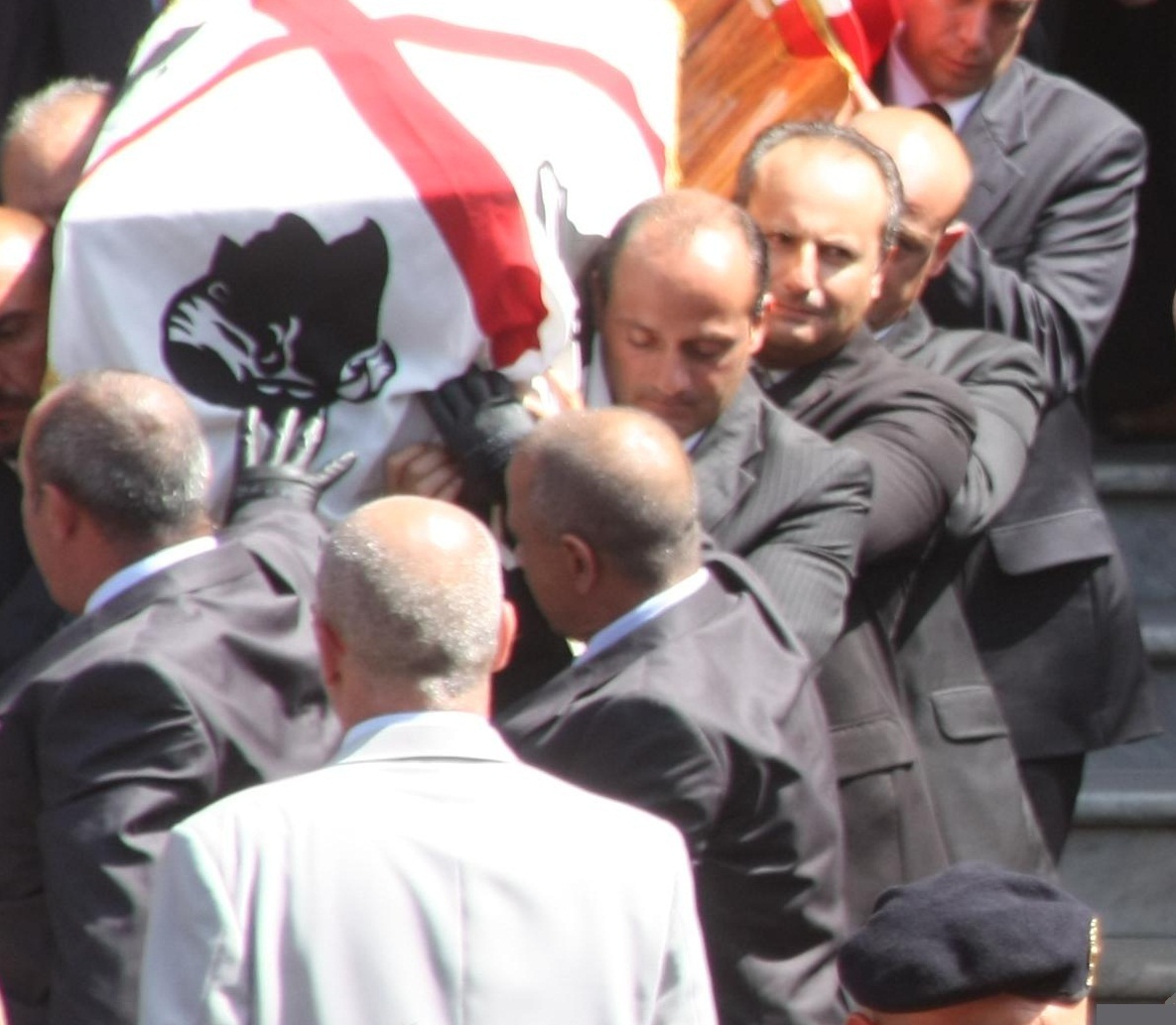
La bara di Francesco Cossiga avvolta nella bandiera sarda

Francesco Cossiga venne ricoverato al policlinico Gemelli il 9 agosto 2010 per una insufficienza cardiorespiratoria, ma non superò la crisi, spegnendosi la settimana dopo, il 17 agosto, a 82 anni.
Dopo la sua morte vennero aperte quattro lettere che Cossiga aveva indirizzato alle quattro massime autorità dello Stato in carica al momento della sua morte.
I funerali si svolsero a Roma in forma privata nella basilica dei Santi Ambrogio e Carlo a via del Corso. Successivamente la salma venne trasportata a Sassari per un nuovo rito di suffragio nella chiesa di San Giuseppe. Cossiga è sepolto nel cimitero comunale di Sassari, nella tomba di famiglia, poco distante dalla tomba di Antonio Segni.
Lasciò un testamento, con indicazioni dettagliate per il funerale: sulla bara dovevano esserci la bandiera sarda dei quattro mori e il tricolore italiano.
Nel dicembre 2013 venne pubblicata da tre quotidiani nazionali (Corriere della Sera, La Stampa e Il Messaggero) una lettera spedita nel 2005 da Cossiga a Giorgio Napolitano, in occasione della sua nomina a senatore a vita.

## Vita privata
Cossiga sposò nel 1960 Giuseppa Sigurani (Sassari, 1937 - Sassari, 8 maggio 2018), da cui ebbe due figli: Annamaria e Giuseppe. La consorte, di carattere particolarmente schivo, non ha mai condotto una vita pubblica. Il matrimonio si concluse con una separazione, nel 1993, che condusse al divorzio, cinque anni dopo. Nel 2007, gli ex coniugi ottennero dalla Sacra Rota la dichiarazione di nullità del matrimonio.
Era affetto da depressione ed aveva un carattere bipolare: lui stesso parlava dell’omino bianco — gioioso, allegro — e dell’omino nero, che vedeva tutto negativo. Una malattia che lo accompagnò fino alla fine anche se, nell'ultimo anno, come ricorda la figlia Anna Maria, "vedeva solo nero".
Fra i suoi fidatissimi, il politico sassarese amava essere chiamato con il soprannome di «don Cecio da Chiaramonti».
Appassionato radioamatore, Cossiga era titolare di stazione con il nominativo «I0FCG». Prima di diventare radioamatore trasmetteva sulla banda cittadina con il nominativo «Andy Capp» e, nei primi anni settanta, si era impegnato per legalizzare la «CB». Durante il suo mandato presidenziale trasferì la sua stazione al Quirinale; dopo il mandato, ha ripetutamente mostrato la stazione alla TV.
Cossiga dispose due volte che la banda militare del Quirinale eseguisse l'inno sardo Cunservet Deus su Re: nel 1991, durante il tradizionale ricevimento degli ambasciatori stranieri e nel 1992, all'atto delle sue dimissioni da Capo dello Stato.
Il 12 gennaio 1997, Cossiga si trovava a bordo dell'ETR 460, treno 9415 Milano-Roma, che deragliò alle porte della stazione di Piacenza, provocando la morte di 8 persone e il ferimento di circa altre 30. Lui ne uscì illeso.

## Controversie
Era anche nota la sua amicizia con Armando Corona, Gran Maestro del Grande Oriente d'Italia dal 1982 al 1990 e poi membro dell'UDR di Cossiga.
Nel corso degli anni, con il riemergere di inchieste che coinvolsero direttamente Francesco Cossiga — in particolare in relazione a stragi e vicende legate alla strategia della tensione — si diffuse la voce che il politico sassarese fosse affiliato alla Massoneria. Questa tesi trovava sostegno anche nella tradizione familiare: numerosi membri della famiglia Cossiga risultavano iscritti alla Gran Loggia d’Italia degli Alam, aderente al Rito scozzese antico ed accettato. In particolare, il nonno Antonio Zanfarino aveva raggiunto il 33º grado, il più alto previsto da tale rito. Le indiscrezioni sull'appartenenza massonica di Cossiga vennero spesso associate alle sue posizioni fortemente atlantiste e alla sua vicinanza con esponenti degli apparati militari della NATO. Tuttavia, tali voci furono respinte da Cossiga, che dichiarò: «Non posso essere massone perché sono cattolico, e credo fermamente che le due condizioni siano incompatibili». Ammetteva comunque di conoscere molti massoni e di aver anche tentato, tramite Licio Gelli, di intercedere presso il generale argentino Emilio Eduardo Massera per la sorte dei desaparecidos italiani, sebbene senza risultati concreti.
Negli ultimi anni della sua vita, l'ex presidente sviluppò un autentico interesse per la massoneria, dedicandosi con passione alla lettura di libri e all’approfondimento degli argomenti a essa legati.
Nel 2008, nel pieno delle proteste contro la riforma Gelmini, Cossiga fece una dichiarazione scioccante che suscitò numerose polemiche. Secondo lui, la strategia più efficace per gestire la mobilitazione studentesca sarebbe stata: «Ritirare le forze di polizia dalle strade e dalle università, infiltrare il movimento con agenti provocatori pronti a tutto, e lasciare che per una decina di giorni i manifestanti devastino i negozi, diano fuoco alle macchine e mettano a ferro e fuoco le città. Dopodiché, forti del consenso popolare, il suono delle sirene delle ambulanze dovrà sovrastare quello delle auto di polizia e carabinieri. Nel senso che le forze dell’ordine non dovrebbero avere pietà e mandarli tutti in ospedale».

## Gradi militari
Pur non avendo mai svolto il servizio militare di leva, in quanto «figlio maschio di padre inabile al lavoro proficuo», Cossiga conseguì il grado di Maggiore di Complemento del Corpo di Commissariato Militare Marittimo della Marina Militare, per Decreto presidenziale di Giovanni Gronchi del 23.11.1961 sulla base della«Legge Marconi» del 1932.
Poi, conseguì il grado di Tenente Colonnello di Complemento del Corpo di Commissariato Militare Marittimo della Marina Militare, per Decreto presidenziale di Giovanni Leone del 1972.
Il fatto emerse pubblicamente quando nelle lettere di un magistrato suicida, il cagliaritano Luigi Lombardini (1935-1998), vi si alluse come a un soprannome, e fu anche oggetto di un'interrogazione parlamentare da parte del deputato comunista Luciano Barca.
Cossiga presentò domanda di dimissioni dal grado di Tenente Colonnello, ma dopo una interlocuzione con il Ministero della Difesa, ci fu un Decreto Dirigenziale del 15 dicembre 2006 di ripristino nel grado.
Cossiga ha affermato che i suoi gradi di Marina Militare gli sarebbero stati conferiti nell'ambito dell'operazione Gladio o Stay-behind: «Per darmi una "copertura" io fui poi nominato Capitano di Corvetta della Marina e nominato "operatore" del GOI del Comsubin».
Il 22 aprile 1992 fu omaggiato del grado onorifico di Appuntato Onorario del Reggimento Carabinieri Guardie della Repubblica, ma nel 1993 restituisce il brevetto e le insegne di grado.
Nel 1994 ricevette il grado di Appuntato Scelto d'Onore dell'Arma dei Carabinieri; il 4 novembre 2006 quello di Vice Brigadiere d'Onore dell'Arma dei Carabinieri e il 24 giugno 2009 quello di Brigadiere d'Onore dell'Arma dei Carabinieri.

## Onorificenze

### Onorificenze italiane
Nella sua qualità di Presidente della Repubblica italiana è stato, dal 3 luglio 1985 al 28 aprile 1992:
Personalmente è stato insignito di:

## Lauree honoris causa
- (??.??.1987) Laurea honoris causa al The Provost and Scholars of the House of the Blessed Mary the Virgin in Oxford dell'University of Oxford (Regno Unito) [115][126]
- (18.09.1988) Laurea honoris causa in giurisprudenza all'Università degli Studi di Bologna (Italia) [115][127]
- (17.10.1989) Laurea honoris causa alla Columbia University di New York (USA) [115][128]
- (02.02.1990) Laurea honoris causa all'Université de Provence Aix-Marseille I di Aix-en-Provence (Francia) [115][128]
- (??.11.1991) Laurea honoris causa all'Universitat de Barcelona (Spagna) [115][129]
- (29.01.1994) Laurea honoris causa in giurisprudenza all'Universidad de Navarra di Pamplona (Spagna) [115][130]
- (27.07.2004) Laurea honoris causa in diritto internazionale alla Jōchi Daigaku / Sophia University di Tokio (Giappone) [115][131]
- (15.12.2005) Laurea honoris causa in scienze della comunicazione all'Università degli Studi di Sassari (Italia) [115][132]

### Opere di Francesco Cossiga
- I diritti umani e la loro protezione. La convenzione europea, con Carlo Russo, Giuseppe Sperduti, Marc-Andre Eissen, Fausto Pocar, Roma, Società Italiana per l'Organizzazione Internazionale, 1986.
- Note sulla libertà di espatrio e di emigrazione. Sassari, 1953-Napoli, 1990, Napoli, Università degli studi di Napoli Federico II, 1990.
- Externator. Discorsi per una repubblica che non c'è, Milano, Mondadori, 1992.
- Parola di Cossiga. Così il presidente ha parlato, Milano, Polypress, 1992.
- Parole inutili (forse), Roma, Colombo, 1992.
- Il torto e il diritto. Quasi un'autobiografia personale, Milano, Mondadori, 1993.
- La passione e la politica, Milano, Rizzoli, 2000.
- Pensieri in libertà. Ma secondo un criterio. Sei interviste, Roma, Colombo, 2000.
- Francesco Cossiga (a cura di), Sir Thomas More, santo e martire. Patrono dei governanti e dei politici. Raccolta documentale, Roma, Colombo, 2001.
- Discorso sulla giustizia, Macerata, Liberilibri, 2003.
- La guerra versus l'Irak. Luci e ombre per un cattolico liberale. Lettera ad un giovane amico cattolico, Roma, Colombo, 2003.
- Pensieri di un cristiano democratico per gli amici de Il circolo, ovvero Il discorso che non ho potuto pronunciare, Roma, Colombo, 2003.
- Per carità di patria. Dodici anni di storia e politica italiana, 1992-2003, Milano, Mondadori, 2003.
- Italiani sono sempre gli altri. Controstoria d'Italia da Cavour a Berlusconi, Milano, Mondadori, 2007.
- L'uomo che non c'è, intervista di Claudio Sabelli Fioretti, Roma-Reggio Emilia, Aliberti, 2007.
- Mi chiamo Cassandra. Arguzie, giudizi e vaticini di un profeta incompreso, Soveria Mannelli, Rubbettino, 2008.
- Novissime picconate, intervista di Claudio Sabelli Fioretti, Roma-Reggio Emilia, Aliberti, 2009.
- La versione di K. Sessant'anni di controstoria, con Marco Demarco, Roma-Milano, Rai ERI-Rizzoli, 2009.
- Fotti il potere, intervista di Andrea Cangini, Roma-Reggio Emilia, Aliberti, 2010.
- L'uomo che guardò oltre il muro. La politica estera italiana dagli euromissili alla riunificazione tedesca svelata da Francesco Cossiga, interviste di Clio Pedone, Soveria Mannelli, Rubbettino, 2012.